# Ånäsvägen
Ånäsvägen är en drygt 1 kilometer lång gata i stadsdelarna Olskroken, Bagaregården och Gamlestaden i östra Göteborg. Den fick sitt namn 1883 efter landeriet Ånäs i Gamlestadens 12:e rote, som 1899 ägdes av Göteborgs stad. Gatan sträcker sig norrut från Redbergsvägen och fram till rondellen vid Gamlestadsvägens början. En äldre benämning på den delen som går mellan Redbergsplatsen och Ejdergatan var Nyfikeliden (även bara Nyfiken eller Nyfika). Slutledet -'liden' har betydelsen 'backe'. Namnet kommer troligen av det hus som på en karta från 1790 bär namnet Nyfika. Det låg på Ånäsvägens östra sida, där Svangatan nu mynnar ut i Ånäsvägen. Namnet användes ända in på 1920-talet. I själva backen låg små trähus som var ett par hundra år gamla. Dessa revs vid Bagaregårdens tillkomst i slutet av första världskriget. Det sista av de äldre husen i backen stod kvar till mitten av 1940-talet.

## Sträckning

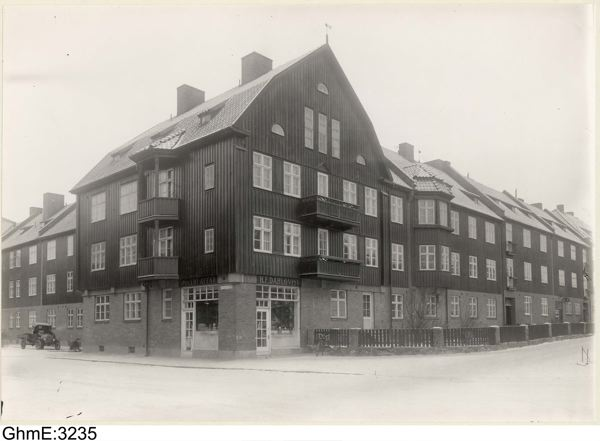
Ånäsvägen 9 - Uddevallagatan 1, omkring 1900. Fotograf: Aron Jonason, Bildsamlingen vid Göteborgs stadsmuseum.

- År 1899 som Från Redbergsplatsen till Gamlestadsbro.[4]
- År 1926 som Från Redbergsplatsen till Olskroksgatan, alltså ungefär där Alingsåsleden E20 nu går fram.[5]
- År 1937 som Från Redbergsplatsen-Riddaregatan, fortsätter norr om Västra stambanan-Gamlestadens fabriker.[6]

## Milstenen
Bakom Pellerins margarinfabrik, mellan Svangatan och Ejdergatan i 14 kvarteret Hästen, fanns en milsten med inskriften "1/4 mil". Den utmärkte fjärdingsvägen (2 672 meter)
från Gustaf Adolfs torg. Halvmilstenen stod då i omedelbar närhet av vattenverket vid Alelyckan.

## Äldre byggnader i urval
- Hörnet av Ånäsvägen-Hörngatan — Annika-Mors eller Lelle Tunnbindarns. Huset ägdes av ”Annika-Mor”, som hade en liten hemaffär, där hon sålde karameller och läskedrycker. Här bodde också tunnbindare Petersson, vars hustru och dottern Ada hade öl- och kaffeservering i huset.
- Ånäsvägen 5 — Kalle Kypps. Även ”skomakare Dahlqvists” eller ”Tommen” (tummen).
- Ånäsvägen 5 — en bit bakom Kalle Kypps låg ”Klickens”, som ägdes av en Mattis.
- Ånäsvägen 5 — Knäcke jungfruns eller Karamell jungfruns. Här bodde en gammal jungfru, som sålde knäck.
- Ånäsvägen 7 — Store Perssons eller Bryggarns. Inne på gården bodde ”Pajen”, bergsprängare och känd slagskämpe samt ”Borrar-Johan”, också han bergsprängare.
- Ånäsvägen 11 — Fylle-Petterssons eller Dalesas. Huset ägdes av änkan Charlotta Dahl. Här bodde bland andra, pojkarna: ”Tjalle Verner”, Ruben, ”Ville Klämma”, ”Pys”, ”Maskis”, ”Kommiant”, ”Karve-Albin” och ”Tuta”.
- Ånäsvägen 11 —  Frankenbergs.  De hade butik i huset, men ägde också tre tvåvåningshus vid toppen av Nyfikeliden. Frun hade öl- och kaffeservering i huset.
- Ånäsvägen, mitt i Falkgatan —  Här bodde virkeshandlare Edvin Wirgin, som även ägde ”Fritsens” vid nuvarande Redbergsplatsen. Under berget hade Wirgin en brunn, där han sålde vatten för ”6 styver vännan” (en vänna = 2 spänner).
- Ånäsvägen 15 — Hagmans. Han var guldsmed och hans fru och dottern Tekla skötte ett ölvärdshus samt en karamellaffär. Pojkarna hette Karl och "Gotten". Detta var lantbornas sista rastställe på hemväg från torget. "Sävenäsarna", alltså arbetarna på Säveåns AB, brukade samlas här och dela upp sina förtjänster från den gångna arbetsveckan.
- Ånäsvägen 15 — Trånäsas eller Kaffe-Grållas. Ägarinnan hette Bengta, men kallades för "Trånäsa".
- Ånäsvägen 15 — Svenssonskans. Hade även kallats för : "Store Mattssons", "Stoltens", "Jättens", "Tras-Majas", "Majens" och "Svenssonskans".
- Ånäsvägen 17 — Rians. Mannen i huset kallades för "Rian". Inne på gården låg ett slakteri.
- Ånäsvägen 17 — Gipsgubbens eller Sotarns. "Reparn" ägde detta samt sex och ett halvt hus i Nyfikeliden. Här bodde "Gipsgubben", en gipsmakare som kommit till Redbergslid på 1860-talet.
- Ånäsvägen 19 — Skorpe-Fruas. Här bodde flera familjer, och huset var uppkallat efter Augusta Olsson som handlade med småbröd och godsaker. "Liljas", "Mormons", "Nämndemans", "Spelemans" och "Mandorfs", var andra familjer i huset.
- Ånäsvägen 21 — Bakstugan. Här bedrev änkan "Abbertina" bageri, tillsammans med sin syster Christina.[7]
- I hörnet av Ånäsvägen-Örngatan, hyrde skolstyrelsen 1861 och under 20 år lokaler i von Holtens hus n:o 13 litt. BB i 12 roten. Den senare bensinstationen i Redbergsplatsens östra del, upptog en del av den tomten. Skolan kallades för Wickstrandska skolan efter en av lärarinnorna. Men i folkmun kallade huset för "arka" (arken), då det tidigare legat på en landtunga, där slakthuset sedan låg, och som vid högvatten blev omflutet av vatten.[8]

## Fastighetsbeteckningar
Ånäsvägen är numrerad 2-56, med fastighetsbeteckningar och kvartersnamn:

- (2A) Olskroken 2:9/Renen
- (2B) Olskroken 2:9/Renen
- (4A) Olskroken 2:9/Renen
- (4B) Olskroken 2:9/Renen
- (4C) Olskroken 2:9/Renen
- (4D) Olskroken 2:9/Renen
- (5A) Bagaregården 2:8/Vättlefjäll
- (5B) Bagaregården 2:8/Vättlefjäll
- (5C) Bagaregården 2:8/Vättlefjäll
- (5) Bagaregården 2:8/Vättlefjäll
- (6A) Olskroken 2:11/Renen
- (6B) Olskroken 2:11/Renen
- (6C) Olskroken 2:10/Renen
- (6D) Olskroken 2:11/Renen
- (7) Bagaregården 2:9/Vättlefjäll
- (8A) Olskroken 2:10/Renen
- (8B) Olskroken 2:11/Renen
- (8C) Olskroken 2:11/Renen
- (9) Bagaregården 2:10/Vättlefjäll
- (10A) Olskroken 2:10/Renen
- (10B) Olskroken 2:11/Renen
- (11) Bagaregården 3:5/Aleklätt
- (12A) Olskroken 2:12/Renen
- (12B) Olskroken 2:12/Renen
- (13) Bagaregården 3:1/Aleklätt
- (14A) Olskroken 2:12/Renen
- (14B) Olskroken 2:12/Renen
- (14C) Olskroken 2:12/Renen
- (15) Bagaregården 4:8/Kynnefjäll
- (16A) Olskroken 2:12/Renen
- (16B) Olskroken 2:12/Renen
- (16C) Olskroken 2:12/Renen
- (16D) Olskroken 2:12/Renen
- (19A) Bagaregården 5:5/Kroppefjäll
- (19B) Bagaregården 5:5/Kroppefjäll
- (19C) Bagaregården 5:5/Kroppefjäll
- (19D) Bagaregården 5:5/Kroppefjäll
- (19) Bagaregården 5:5/Kroppefjäll
- (20) Olskroken 25:10/Buffeln
- (21A) Bagaregården 5:6/Kroppefjäll
- (21B) Bagaregården 5:6/Kroppefjäll
- (21C) Bagaregården 5:6/Kroppefjäll
- (21D) Bagaregården 5:6/Kroppefjäll
- (21) Bagaregården 5:6/Kroppefjäll
- (22) Olskroken 25:10/Buffeln
- (23) Bagaregården 6:5/Valåsen
- (24) Olskroken 25:9/Buffeln
- (25A) Bagaregården 6:5/Valåsen
- (25B) Bagaregården 6:5/Valåsen
- (25C) Bagaregården 6:5/Valåsen
- (25D) Bagaregården 6:5/Valåsen
- (26) Olskroken 25:9/Buffeln
- (27) Bagaregården 6:3/Valåsen
- (28) Olskroken 25:11/Buffeln
- (29) Bagaregården 51:1/Västerberget
- (30A) Olskroken 13:16/Dromedaren
- (30B) Olskroken 13:16/Dromedaren
- (30C) Olskroken 13:16/Dromedaren
- (30D) Olskroken 13:16/Dromedaren
- (30E) Olskroken 13:16/Dromedaren
- (31) Bagaregården 51:1/Västerberget
- (32) Olskroken 13:16/Dromedaren
- (33A) Bagaregården 51:7/Västerberget
- (33B) Bagaregården 51:7/Västerberget
- (33) Bagaregården 51:7/Västerberget
- (34A) Olskroken 13:3/Dromedaren
- (34B) Olskroken 13:3/Dromedaren
- (34) Olskroken 13:3/Dromedaren
- (35) Bagaregården 18:3/Omberg
- (36A) Olskroken 13:4/Dromedaren
- (36B) Olskroken 13:4/Dromedaren
- (36) Olskroken 13:4/Dromedaren
- (38A) Olskroken 13:5/Dromedaren
- (38B) Olskroken 13:5/Dromedaren
- (38) Olskroken 13:5/Dromedaren
- (40A) Olskroken 13:8/Dromedaren
- (40B) Olskroken 13:8/Dromedaren
- (42) Olskroken 13:8/Dromedaren
- (44) Olskroken 14:2/Hästen
- (46) Olskroken 14:2/Hästen
- (48) Olskroken 15:1/Sebran
- (50) Olskroken 15:2/Sebran
- (52) Olskroken 16:8/Kvaggan
- (54A) Olskroken 16:/Kvaggan7
- (54B) Olskroken 16:7/Kvaggan
- (56A) Olskroken 16:6/Kvaggan
- (56B) Olskroken 16:6/Kvaggan
- (56C) Olskroken 16:6/Kvaggan
- (56D) Olskroken 16:6/Kvaggan